# Araruna (Paraíba)
Araruna is een gemeente in de Braziliaanse deelstaat Paraíba. De gemeente telt 20.009 inwoners (schatting 2009).